# Huangpu

Huangpu

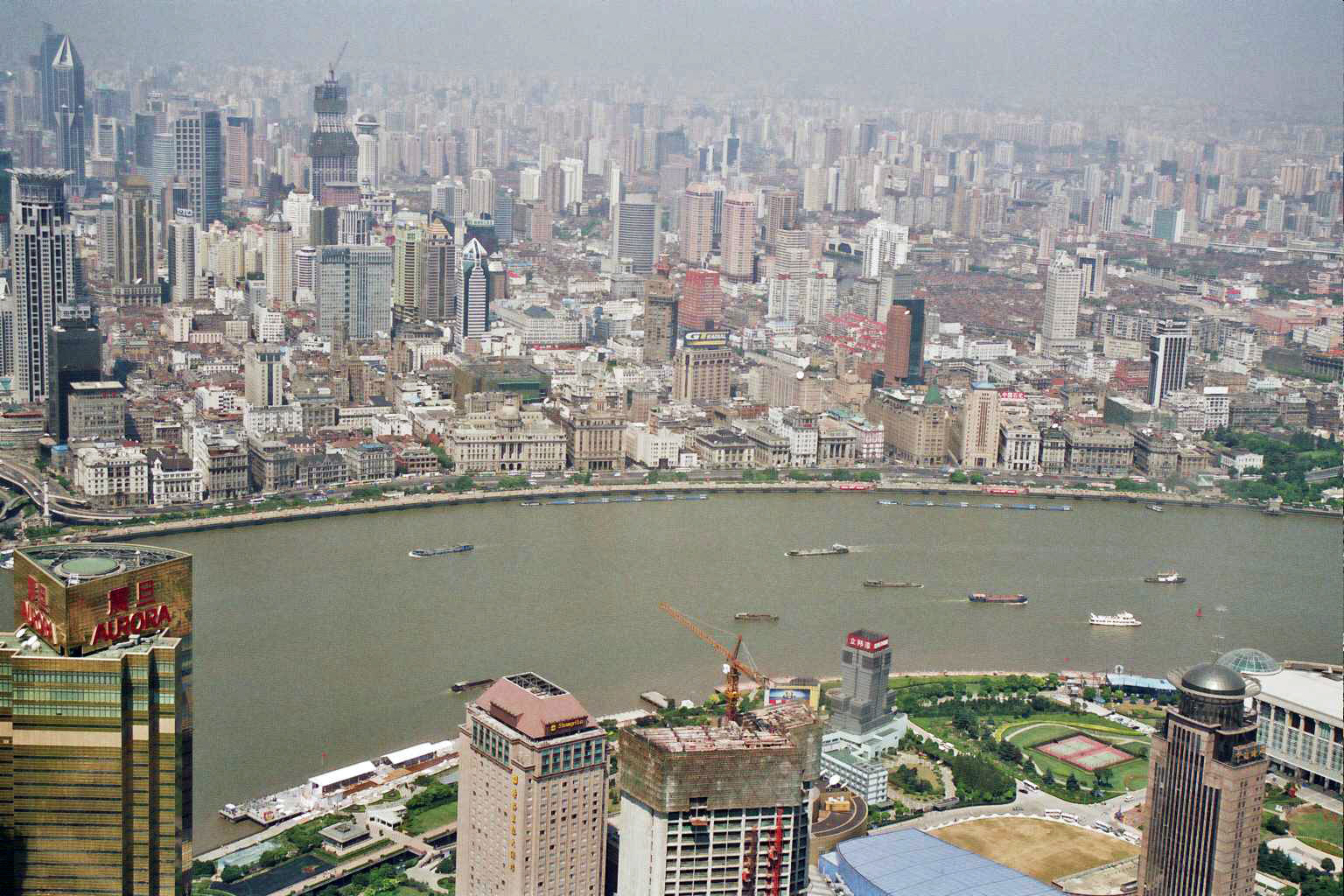
Blick über den Huangpu-Fluss auf Huangpu

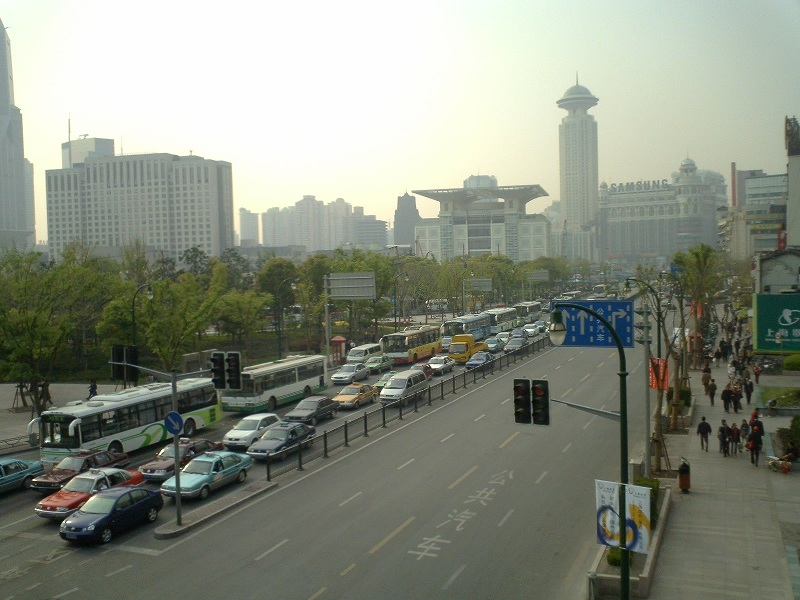
„People’s Square“ in Huangpu

Huangpu (chinesisch 黃浦區 / 黄浦区, Pinyin Huángpǔ Qū) ist einer der acht „inneren“ Stadtbezirke der regierungsunmittelbaren Stadt Shanghai in der Volksrepublik China.
Nach Angliederung des ehemaligen Stadtbezirks Luwan hat Huangpu eine Fläche von 20,49 Quadratkilometern (davon 0,5 Quadratkilometer Wasserfläche) und 662.030 Einwohner (Stand: Zensus 2020). Die Bevölkerungsdichte beträgt 32.310 Einwohner pro Quadratkilometer.
Huangpu ist ein südlicher Innenstadtbezirk von Shanghai, der am linken Ufer des Huangpu-Flusses liegt. Im Norden wird Huangpu durch den Suzhou-Creek begrenzt. Der Bezirk wird manchmal auch „Neu-Huangpu“ genannt und wurde am 13. Juni 2000 durch die Zusammenlegung des alten Stadtbezirks Huangpu mit dem dann aufgelösten Stadtbezirk Nanshi gebildet.
In Huangpu befinden sich mit dem Bund, der Nanjing Lu, dem „Platz des Volkes“ (Renmin Guangchang) und dem Shanghai-Museum einige der wichtigsten touristischen Anziehungspunkte der Stadt Shanghai.

## Administrative Gliederung
Auf Gemeindeebene setzt sich Huangpu aus zehn Straßenvierteln zusammen. Diese sind:
| Straßenviertel Waitan (外滩街道), Regierungssitz des Stadtbezirks; Straßenviertel Bansongyuan Lu (半淞园路街道); Straßenviertel Dapuqiao (打浦桥街道); Straßenviertel Huaihai Zhonglu (淮海中路街道); Straßenviertel Laoximen (老西门街道); | Straßenviertel Nanjing Donglu (南京东路街道); Straßenviertel Ruijin Erlu (瑞金二路街道); Straßenviertel Wuliqiao (五里桥街道); Straßenviertel Xiaodongmen (小东门街道); Straßenviertel Yuyuan (豫园街道). |

## Nahverkehr
Der Bezirk Huangpu wird von mehreren Linien der Shanghai Metro bedient.
- Line 1. Stationen: South Shaanxi Road, South Huangpi Road, People’s Square und Xinzha Road
- Line 2. Stationen: People’s Square und East Nanjing Road
- Line 4. Stationen: Nanpu Bridge, South Xizang Road und Luban Road
- Line 8. Stationen: People’s Square, Dashijie, Laoxime, Lujiabang Road und South Xizang Road
- Line 9. Stationen: Dapuqiao, Madang Road, Lujiabang Road und Xiaonanmen
- Line 9. Stationen: South Shaanxi Road, Xintiandi, Laoximen, Yuyuan Garden und East Nanjing Road
- Line 12. Stationen: South Shaanxi und Road station
- Line 13. Stationen: Middle Huaihai Road station, Xintiandi station, Madang Road und World Expo Museum